# Museo de las Minas de Bellmunt del Priorat
El Museu de les  Mines de Bellmunt del Priorat, situado en el antiguo complejo industrial de la Mina Eugenia, pretende ser un centro de interpretación de la minería del plomo en la comarca de El Priorato, Cataluña, España.
El Museo de la Ciencia y de la Técnica de Cataluña (mNACTEC) articula un sistema de museos y colecciones por todo el territorio catalán, especializados en diversos ámbitos temáticos del Patrimonio Industrial, la ciencia y la tecnología. El Museo de las Minas de Bellmunt del Priorat, inaugurado el 5 de diciembre de 2002, es uno de los 24 museos y centros patrimoniales del Sistema Territorial del mNACTEC que de forma conjunta hacen la mejor explicación de la industrialitzación en Cataluña.

## Un pueblo minero
Bellmunt del Priorato es el pueblo minero de la comarca del Priorato más importante respecto a la extracción de mineral, la galena, tanto por su calidad como por la cantidad. Cuenta con una larga tradición minera que, según algunos autores, se remonta a la prehistoria y que ha conocido diferentes periodos de actividad a lo largo del tiempo. Su periodo de esplendor se produce entre las décadas de 1920 y de 1960 y se refleja de una forma muy directa en el aumento de población del municipio, principalmente por la corriente inmigratoria, en el establecimiento de la colonia minera y, en definitiva, en una manera de ser i de vivir propia de un pueblo minero.
La actividad minera ha convivido siempre con la agrícola, principalmente con los cultivos típicos del Priorato, la viña y el olivo. A menudo los mismos trabajadores de la mina ejercían la agricultura, ya fuera en terrenos propios o trabajando como jornaleros.
El paisaje de la zona es el típico minero, un paisaje consolidado a lo largo del tiempo y que muestra sus características tanto en el exterior como en el interior, en el subsuelo. En el exterior se encuentran los restos de la industria asociada a la extracción y al procesado del mineral, así como a su fundición para la obtención de lingotes de plomo, com son las chimeneas o los característicos castellets instalados al pie de los pozos maestros, y las terreres de la escoria del mineral.
El paisaje del interior de las minas es como un gran hormiguero formado por un entramado de galerías que ocupan más de 50 km de extensión que, en algún caso, han llegado a 620 m de profundidad, como en la mina Eugenia.

## La mina Eugenia

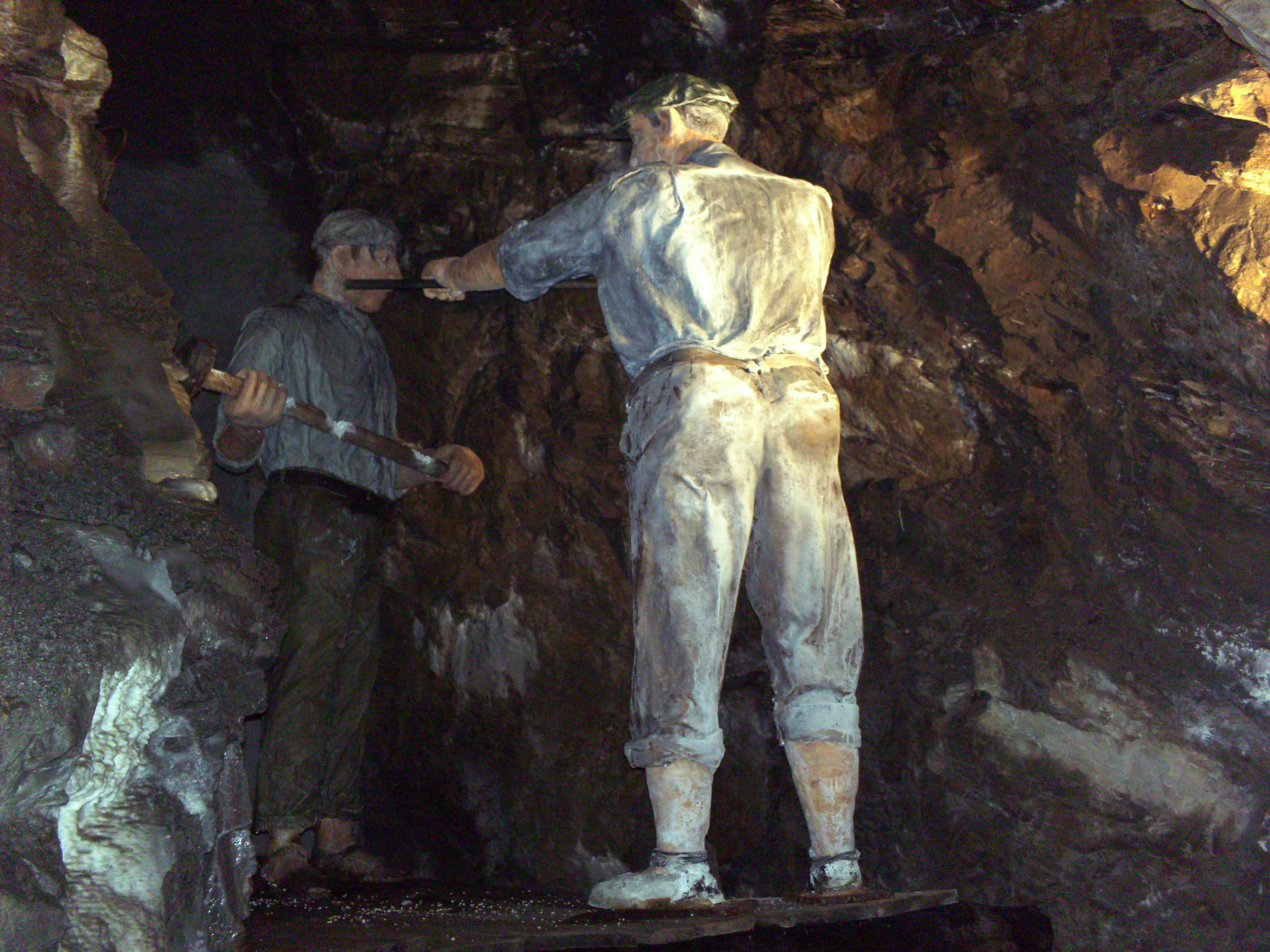
Reproducción de mineros trabajando en el interior de la mina de Bellmunt del Priorato

La mina Eugenia, situada al pie del Turó del Sarraí, a 400 metros del pueblo de Bellmunt, era la más importante de la zona, no solo por sus características, sino también porque es donde se localizaban todas las instalaciones de la empresa "Minas del Priorat S.A.", como es la fundición, los talleres mecánicos, la carpintería, los almacenes o la propia Casa de las Minas donde estaba la administración de la empresa, los laboratorios y la vivienda de los propietarios y de los cargos directivos. Fue el núcleo más importante de las explotaciones mineras de la cuenca del Priorato, por sus dimensiones y por su rendimiento extractivo. El complejo industrial minero-metalúrgico fue construido por la empresa concesionaria de las minas, Minas del Priorat S.A., entre finales del siglo XIX y principios del siglo XX para poder producir el plomo en el mismo lugar minero. Así, del mineral objeto de la explotación, la galena, se obtenía el plomo y se exportaba en lingotes.
El conjunto minero-metalúrgico de la Mina Eugenia estuvo en activo hasta 1972.
El conjunto de sus instalaciones así como un tramo importante de sus galerías forman el Museo de las Minas de Bellmunt del Priorato, una iniciativa del Ayuntamiento de Bellmunt del Priorato como proyecto cultural y dinamizador de la economía de la zona. El Museu de las Minas de Bellmunt del Priorato permite conocer tanto el proceso minero propiamente extractivo, como aproximarse al conocimiento del proceso metalúrgico de la obtención del plomo a través de los restos de los elementos arquitectónicos de la infraestructura externa.
El proyecto del Museo, además de proteger un patrimonio industrial muy importante y único en Cataluña, permite revalorizar y dar a conocer al público una manera de ser y un estilo de vida propios de una comunidad minera, al mismo tiempo que la visita a la mina Eugenia permite conocer un pasado reciente de la historia local, así como un pasado mucho más antiguo, el de la geología.
El conjunto minero se compone de:
- La zona de producción

a) La mina.
El sistema de explotación más generalizado era el de galerías unidas por pozos verticales. Bajo tierra se construyó un entramado de galerías para extraer la galena de unos 14 km de largo. La Mina Eugenia cuenta con un total de 20 plantas subterráneas que llegan a 620 m de profundidad.
La mina que se visita está a 35 m de profundidad y se recorre un tramo de 700 metros de la primera galería, que es la más antigua. Se perforó durante la segunda mitad del siglo XIX y se accede por la antigua escalera de emergencia de los mineros. Su salida está al lado del edificio de la fundición donde actualmente está la entrada del Museo.
b) Edificios de extracción y tratamiento del mineral.
En la boca de la mina se construyó el conjunto industrial para el tratamiento del mineral, donde se obtiene el plomo en lingotes. Se encuentra el edificio del castellete de extracción (no el castellet que se desmontó), la sala de máquinas, la sala de la caldera, el edificio de trituración, el lavadero, la fundición y las chimeneas de conducción de humos, los talleres...
- La casa de las minas

Dominando todo el conjunto se levanta la Casa de las Minas, edificio de la dirección de la empresa Minas del Priorat, S.A. La Casa de las Minas, majestuoso edificio de estilo modernista, data de 1905 y fue destinado a residencia de la dirección, oficinas y laboratorio de la empresa.
- La colonia minera

Hacia 1920, una de las épocas de más prosperidad de las minas, la empresa concesionaria, Minas del Priorat S.A., construyó un conjunto de viviendas como prolongación del pueblo para dar cabida a la numerosa mano de obra que llegaba de otras zonas mineras del Estado, principalmente de Andalucía.

## Un poco de historia

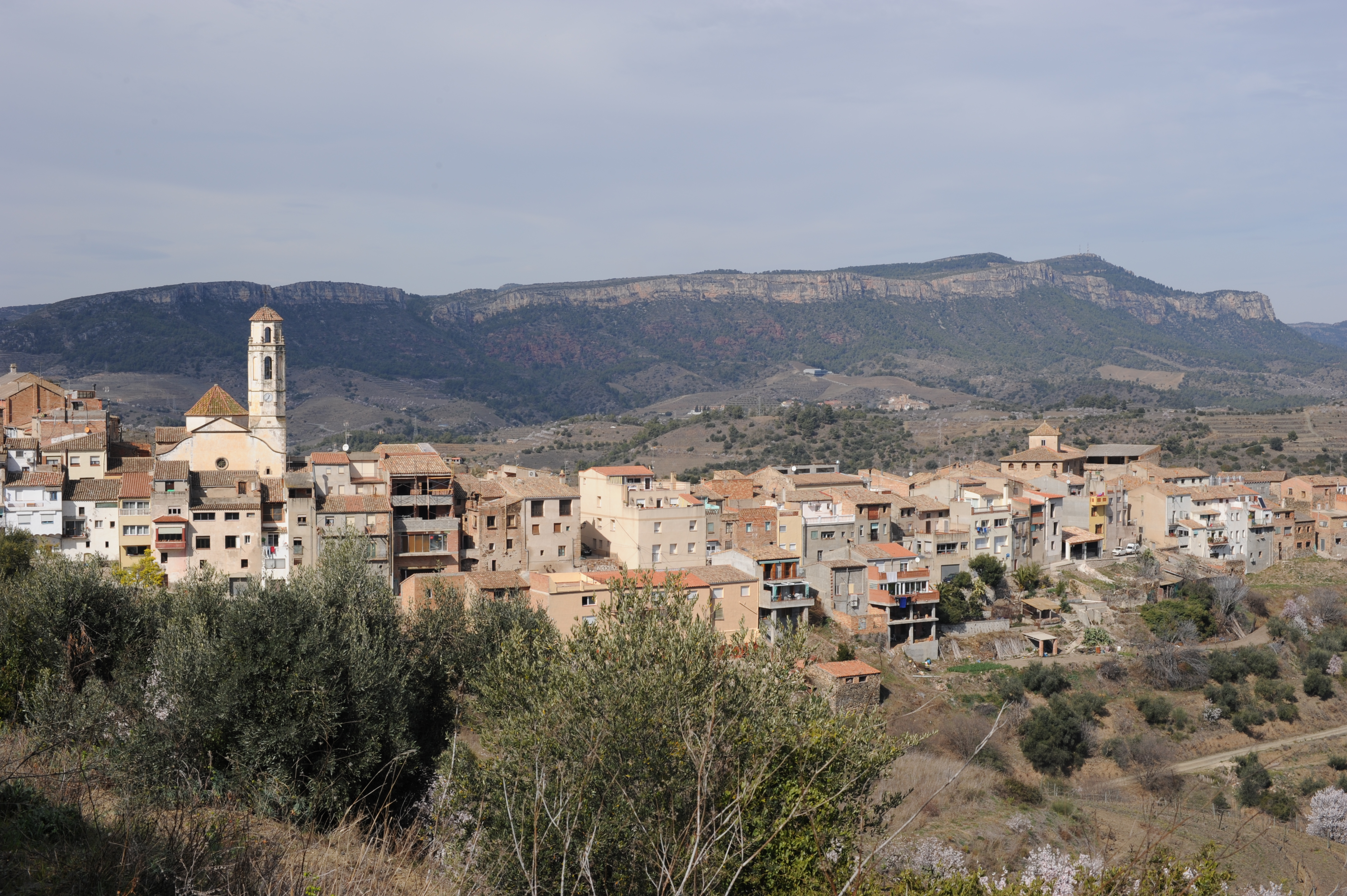
Bellmunt del Priorato

Las primeras explotaciones se pueden situar en el largo periodo comprendido entre la segunda parte del Neolítico, el 3000 aC, y la civilización Eneolítica, el 2000 aC, en la extracción de cobre y plomo. Se cree que estos antiguos mineros se limitaban a extraer la cresta del filón sin tocar la durísima roca porfírica de la zona que, para ellos, debía ser imposible de triturar.
El proceso metalúrgico para la obtención del plomo y la plata a partir del mineral de galena se inicia en los siglos VII-VI aC por los pueblos establecidos en la zona, que iniciaron un intercambio comercial de estos metales.
Pero la civilización que más contribuyó a la explotación de los yacimientos de Bellmunt fue la romana. Hay indicios arqueológicos de que fueron explotados en época romana a través de galerías excavadas como se hacía en otros lugares. En Bellmunt los primeros trabajos se fechan en el 210 a. C. Desgraciadamente, los únicos datos de carácter arqueológico que tenemos en relación con la explotación en aquella época son dos lámparas de aceite que se han conservado, aunque se trata de un hallazgo sujeto a muchos interrogantes.
En la Edad Media, en el siglo XIV la minería en el Priorato estaba consolidada según los documentos de que se dispone. En las minas de plata de Falset (hasta 1842 Bellmunt pertenecía a este término) trabajaron algunos mineros originarios de la isla de Cerdeña, procedentes de Esglésies, donde ya existía una larga tradición de explotación de plata. Algunos de los sardos que llegaron a Falset fueron más allá del trabajo en las explotaciones y fueron incorporados en la estructura administrativa señorial. Es posible que las relaciones de las minas de Falset con Cerdeña comportasen la introducción de novedades técnicas. A mediados del siglo XIV se produjo, pues, una intensa actividad de prospección, apertura y extracción de minerales en Bellmunt y esta intensificación de la explotación continuó probablemente hasta el siglo XVI y comportó una transformación de las técnicas mineras, manifiesta entre 1460 y 1540, y consistente en la utilización de medios mecánicos como las norias -para la extracción de agua y del mineral-, grandes galerías de drenaje, tornos y ejes para el transporte del mineral, máquinas de trituración movidas por fuerza hidráulica o animal, mucho más grandes y potentes... Algunas de estas técnicas no eran nuevas, pero en este momento se ponían en funcionamiento de manera mucho más sistemática. Sí era innovador el uso del fuego en la extracción: si la roca era tan dura que resultaba imposible excavarla, se encendía fuego cerca y se apagaba en seguida con agua. El objetivo era producir oscilaciones de temperatura para que las contracciones y dilataciones acabasen agrietando la roca.
Durante los siglos XVI y XVII, la galena extraída de los filones superficiales se usaba para la elaboración de la cerámica de reflejos metálicos y también para la fabricación de pesos para balanzas, así como otros objetos que necesitasen mucho peso y poco volumen. Estas explotaciones eran realizadas por particulares que pagaban tributos a la cartuja de Scala Dei, propietaria de los terrenos de 1313 a 1820. En 1750 antiguas minas situadas donde actualmente se encuentra la mina Regia fueron incorporadas a la corona y por ello se conocen como Minas del Rey. A partir de 1868, las propiedades mineras fueron cedidas a particulares bajo el sistema de concesiones.
La historia de la actual mina Eugenia comienza el 1873 cuando en las propiedades de un campesino se encontró una gran cantidad de galena. El propietario excavó un pozo con galería simple de unos 20 metros de profundidad.
La crisis de la filoxera, a finales del siglo XIX, hizo que vendiera los terrenos a un ingeniero belga, que comenzó a sondear el terreno hasta una profundidad de 200 a 250 metros.
A principios del siglo XX estas propiedades pasan a manos de capital privado catalán, concretamente a la Societat Folch i albiñana. El 1905 se crea y construye la casa social de las minas sobre el antiguo pozo del siglo XIX. En el año 1916 la empresa cambia de nombre y se convierte en "Minas del Priorat S.A.", siendo los principales accionistas Folch (hijo), Albiñana y Navarro Reverter.

## La explotación moderna del plomo
La explotación industrial se inicia en la segunda mitad del siglo XIX, primero en el Molar y con los años se extendió por toda la región. La explotación minera en el Priorato llegó a su punto más álgido a finales del siglo XIX principios del XX. Hubo unas veinte minas, siendo las más importantes:
Bellmunt
- Mina Eugenia
- Mina Regia
- Mina Regia Antigua
- Mina Renania
- Mina Lagarto
- Mina Ramona
- Mina de la Cresta
- Mina Joaquina Primer

El Molar
- Mina Raimunda
- Mina Jalapa
- Mina Linda Mariquita
- Mina Minerológica
- Mina Serrana

Falset
- Mina Balcoli
- Mina Cándida

Dos hechos muy importantes marcan la revolución tecnológica en la extracción del mineral; el primero fue la utilización de la electricidad como fuerza motriz para mover el castellet, desplazando a la máquina de vapor. En el año 1921 llegó la electricidad desde Reus. El segundo fue la instalación de compresores para la utilización de martillos de aire comprimido (a partir de la década de 1940) que hicieron aumentar considerablemente la rendibilidad de la extracción.

## La vida en la colonia minera
Durante los diferentes años de explotación minera por parte de "Minas del Priorat S.A." hubo periodos de intensa actividad que requirió ir a buscar mano de obra de fuera de la comarca, concretamente de pueblos mineros de Andalucía (Jaén). Este hecho propició que la misma empresa se dedicara a construir viviendas para los recién llegados, constituyéndose así la colonia minera a continuación del pueblo.
Las primeras casas de la colonia fueron construidas entre 1915 y 1920 para acoger a los inmigrantes y a sus familias; posteriormente se fueron construyendo más según las necesidades, ya fuera para los recién llegados o para los que se casaban, ya que los jóvenes ya no querían vivir con sus padres y preferían alquilar un "piso de los mineros".
Entre los trabajadores se establecían ciertas diferencias según su origen. Los trabajadores de fuera de la comarca solían ocupar los trabajos de interior. Los trabajadores locales, en cambio, preferían trabajos de exterior; así los puestos de fundidor, de los diferentes talleres y de la administración eran ocupados por gente de Bellmunt o de los pueblos próximos. Esto era debido, principalmente, a que la gente del pueblo disponía de huerto o de tierras que cultivaban además del trabajo en la mina; así la ocupación más buscada por los del lugar era la de fundidor, a la cual le correspondía un sueldo más alto que al resto de trabajadores y una jornada más corta, de unas cuatro horas diarias, cosa que hacía posible combinarlo con los trabajos agrícolas.
La colonia minera disponía de un establecimiento donde la empresa ponía a disposición de sus trabajadores productos de primera necesidad a unos precios más asequibles que los de los tenderos y comercios: era el economato, que se hizo muy importante y fue valorado por los mineros especialmente en los años de la postguerra ya que se podían encontrar los productos básicos que entonces escaseaban.